# Lydd
Lydd ist eine südenglische Stadt und ein Civil Parish in der Grafschaft Kent. Sie ist eine der flächenmäßig größten Gemeinden und zugleich die südlichste Stadt der Grafschaft. Sie liegt in der Denge-Marsh, die Teil der Romney Marsh ist. Im Jahr 2011 lebten 6.567 Einwohner auf einer Fläche von 48,2 km². Zur Gemeinde gehören neben der Stadt noch die Orte Dungeness (Standort eines Kernkraftwerks), Lydd-on-Sea und Teile von Greatstone-on-Sea.

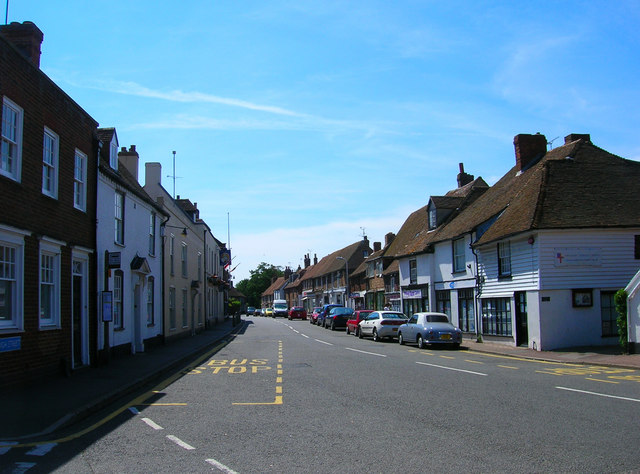
High Street, Lydd

Lydd liegt auf einer ehemaligen Sandinsel, die im Zuge der Urbarmachung und Entwässerung der Landschaft zu einem Hügel in tief liegendem Festland wurde.

## Namensherkunft
Der Name Hlyda stammt vom lateinischen litoralis, was „Ufer“ bedeutet. Der Name wurde erstmals in einer angelsächsischen Urkunde aus dem 8. Jahrhundert erwähnt.

## Geschichte
Den Höhepunkt seiner wirtschaftlichen Bedeutung erreichte Lydd als es im 13. Jahrhundert als Außenstelle von Romney Mitglied des Cinque-Port-Bundes wurde. Wie viele andere Orte in der Romney Marsh war die Stadt im 18. Jahrhundert Stützpunkt von Schmugglern. Urkunden von Kämmerern und Kirchherren sind aus dem 15. Jahrhundert erhalten. Während des Zweiten Weltkriegs befand sich hier eine wichtige Funkpeilstation.
Wegen der Verlandung der Umgebung liegt die kleine Stadt heute nicht mehr an der Küste und ist daher auch keine Hafenstadt mehr.

## Sehenswertes
Neben der Kirche sind auch das Rathaus und das mittelalterliche Gerichtsgebäude von Bedeutung.

## Kirchengemeinde

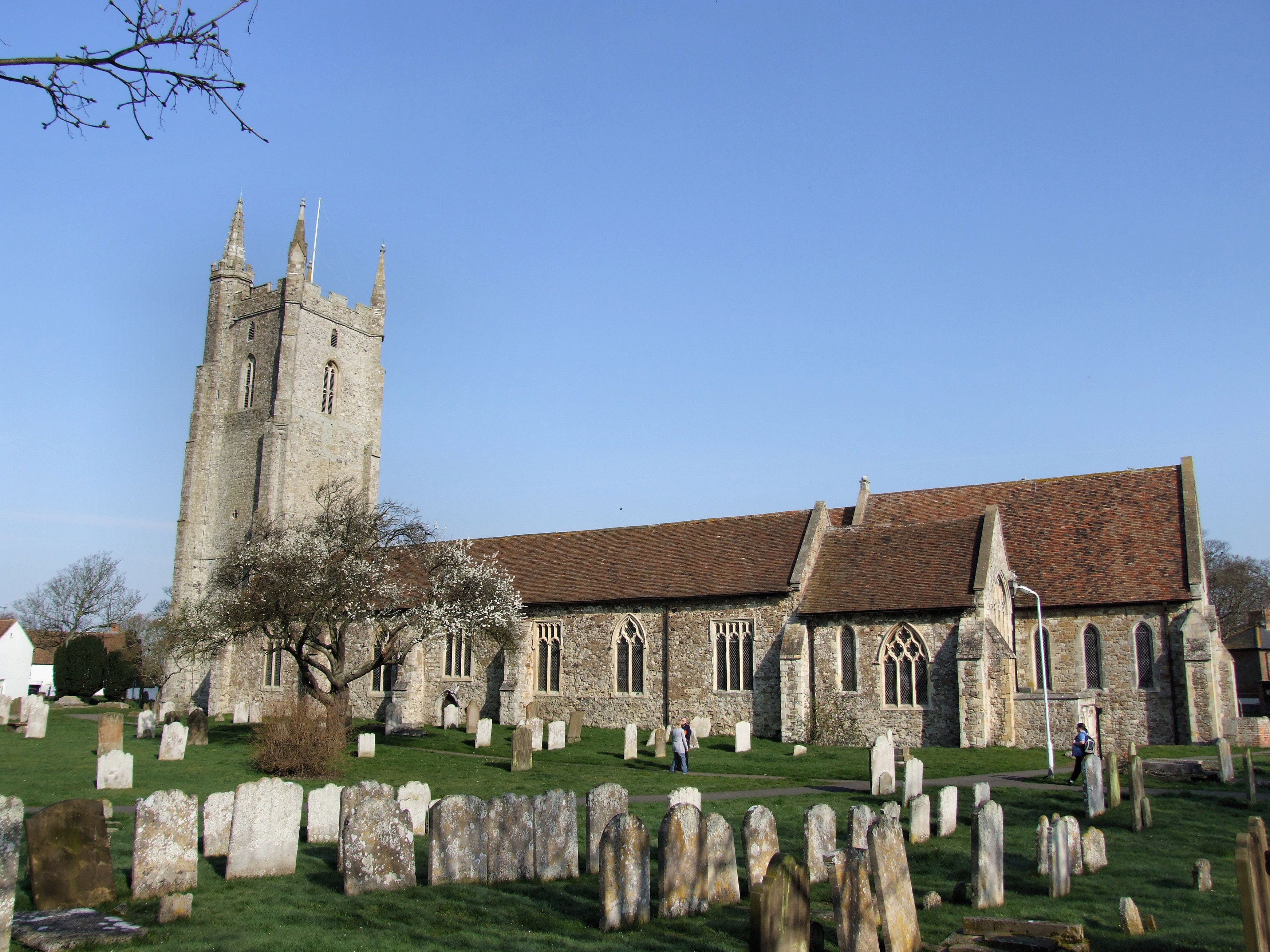
Kirche All Saints

Die Kirche All Saints wird die Kathedrale der Romney Marsh genannt; der hochaufragende Turm steht dominierend über dem Flachland.
Das Kirchspiel von Lydd schließt auch die Gebiete von Dungeness, Lydd-on-Sea und Teile von Greatstone-on-Sea ein.
Die große Anzahl von Matrosengräbern auf dem alten Kirchfriedhof von Lydd ist auf die oft stürmische und deswegen für Schiffe gefährliche Küste zurückzuführen.
So ist beispielsweise die Havarie der „Northfleet“ aus dem Januar 1873 überliefert. Andererseits haben viele Einwohner Lydds den Tod als Seeleute in der Fremde gefunden, wie etwa Tom Edgar, der James Cook auf seiner Hawaii-Reise begleitete und 1779 in der Kealakekua Bay von Einheimischen getötet wurde.
Lange galt als gesichert, dass die Kirche in Lydd angelsächsischen Ursprungs sei, aber neuere Forschungen haben ergeben, dass der älteste Teil des Kirchgebäudes auf die letzte Hälfte des 5. Jahrhunderts zu datieren ist, was eine romanische Gründung bedeutet.
Der älteste Grabstein auf dem Friedhof stammt aus dem Jahr 1551, es handelt sich um die Grablege der Familie Strugell.
In der Kirche findet sich Begräbnisstätte der Familie von Godfrey of Lydd aus dem Jahr 1430. Nachkommen dieser Familie sind auch auf der Tafel vermerkt, die den im Zweiten Weltkrieg Gefallenen gewidmet ist.
Unter der Verwaltung des Kirchherren John Marketman wurde die Kirche 1611 mit Gemälden ausgeschmückt. Der Innenraum wurde im 18. Jahrhundert und nach dem Zweiten Weltkrieg erneut restauriert, nachdem der Altarraum beschädigt worden war.
Die frühesten Einträge im Kirchenregister der Gemeinde stammen aus dem 16. Jahrhundert.
In Lydd gibt es auch eine römisch-katholische Kirche, die dem heiligen Martin von Tours geweiht ist.

## Flughafen Lydd
Die Fluggesellschaft Silver City Airways hatte einen Fährflugbetrieb zum Transport von Personenkraftwagen über den Ärmelkanal nach Frankreich eingerichtet. Die Kapazitäten des ursprünglich hierfür genutzten Flugplatzes Lympne, der nur über eine Graspiste und ein unbefestigtes Vorfeld verfügte, die bei Regenwetter oft überschwemmt waren, reichten zu dieser Zeit nicht mehr aus. 
Daher entschloss sich die Konzernmutter Britavia im Sommer 1953 zum Bau eines ganz neuen Flughafens nahe Lydd. Im Juli 1954 wurde der als „Lydd Ferryfield“ bezeichnete Flughafen eröffnet. 